# Eriogaster arbusculae
Espèce

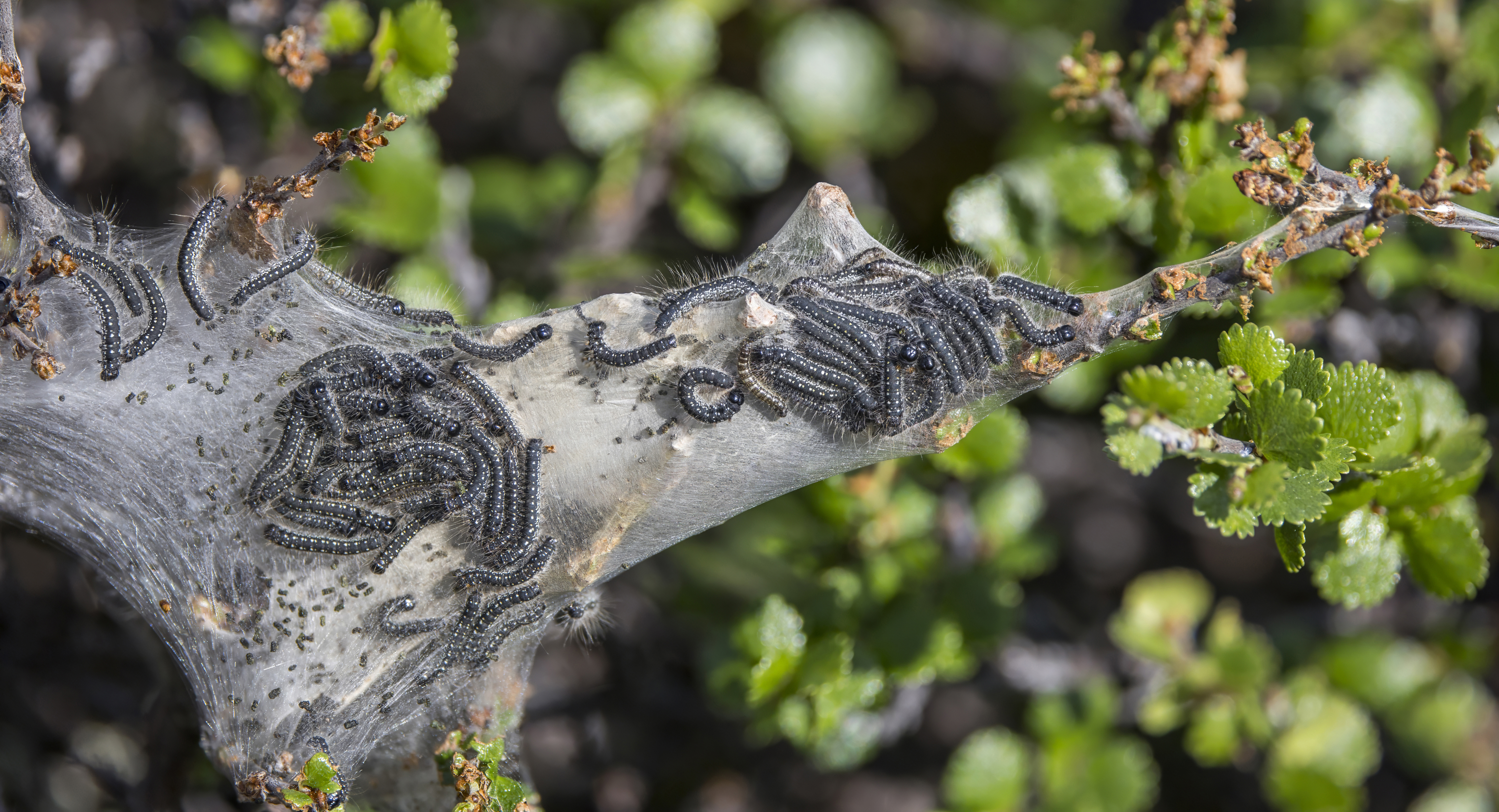
Eriogaster arbusculae en chenilles dans le parc national de Dovre, Norvège.

L'espèce Eriogaster arbusculae, la Laineuse de l'Aulne vert ou Laineuse du Saule nain, est un lépidoptère appartenant à la famille des Lasiocampidae qui fréquente les régions d'altitudes élevées (de 1 800 à 2 600 m).
- Répartition : montagnes d’Europe ; en France, exclusivement dans les Alpes.
- Envergure du mâle : de 13 à 15 mm.
- Période de vol : d’avril à juin.

- Plantes-hôtes : divers saules (Salix), Alnus viridis, Sorbus aria, Betula humilis.

## Source
- P.C. Rougeot, P. Viette, Guide des papillons nocturnes d'Europe et d'Afrique du Nord, Delachaux et Niestlé, Lausanne 1978.